# 5741 Akanemaruta
Az 5741 Akanemaruta (ideiglenes jelöléssel 1989 XC) a Naprendszer kisbolygóövében található aszteroida. Oohira fedezte fel 1989. december 2-án.